# Министерство сельского хозяйства и рыболовства
Министерство сельского хозяйства и рыболовства — министерство правительства Португалии, отвечающее за реализацию государственной политики и за контроль вопросов, связанных с сельским хозяйством и связанных с ним отраслей, таких как лесное и рыбное хозяйства, животноводство и развитие сельских районов.

## История
Впервые было создано в 1918 году. С тех пор оно несколько раз реструктурировалось, упразднялось и восстанавливалось под разными названиями:
- 1918 — Министерство сельского хозяйства
- 1932 — Министерство торговли, промышленности и сельского хозяйства
- 1933 — Министерство сельского хозяйства
- 1940 — Государственный секретарь по вопросам сельского хозяйства при Министерстве экономики
- 1958 — Государственный секретариат по вопросам сельского хозяйства при Министерстве экономики
- 1974 — Министерство сельского хозяйства и торговли
- 1974 — Государственный секретариат по вопросам сельского хозяйства при Министерстве экономической координации
- 1974 — Государственный секретариат по вопросам сельского хозяйства при Министерстве экономики
- 1975 — Министерство сельского хозяйства и рыболовства
- 1981 — Министерство сельского хозяйства, торговли и рыболовства
- 1986 — Министерство сельского хозяйства, рыболовства и продовольствия
- 1991 — Министерство сельского хозяйства (сектор рыболовства был передан Министерству морских дел)
- 1993 — Министерство сельского хозяйства, лесного хозяйства и продовольствия (сектор рыболовства был передан Министерству моря)
- 1995 — Министерство сельского хозяйства, развития сельских районов и рыболовства
- 2004 — Министерство сельского хозяйства, рыболовства и лесного хозяйства
- 2005 — Министерство сельского хозяйства, развития сельских районов и рыболовства
- 2011 — Министерство сельского хозяйства, моря, окружающей среды и территориального планирования